# Manfred Moosauer

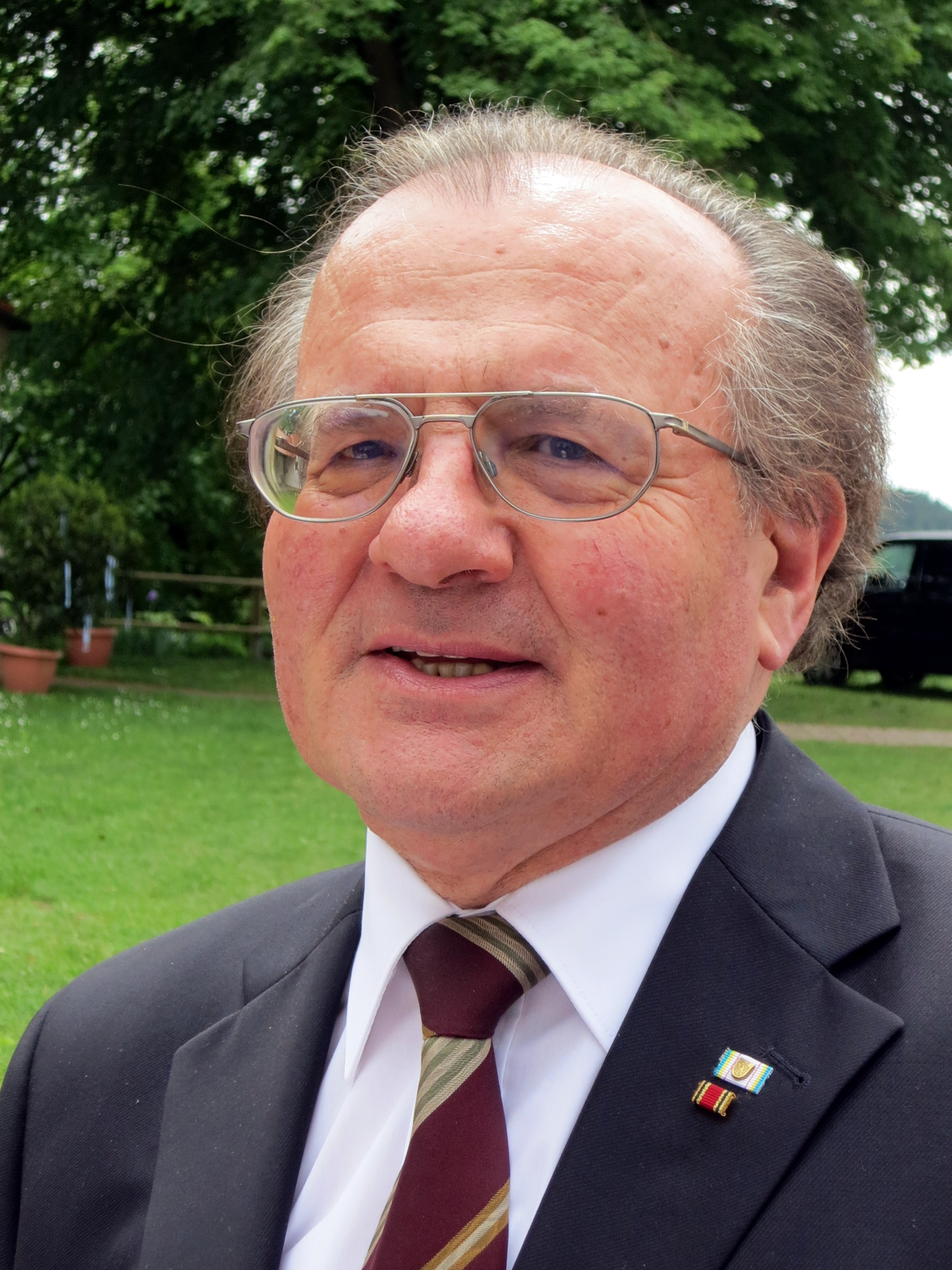
Manfred Moosauer, 2014

Manfred Moosauer (* 13. November 1943 in Reißing) ist ein Arzt, ehemaliger Gemeinderat und Hobbyarchäologe. Er war zehn Jahre lang Ortsvorsitzender des Bundes Naturschutz. Er ist verheiratet und hat zwei Töchter.

## Kindheit und Ausbildung
Sein Vater war Lehrer und hatte sieben Geschwister. Moosauer selbst wuchs in Attenhausen bei Landshut mit zwei Geschwistern auf. Er besuchte das Hans-Carossa-Gymnasium in Landshut, machte 1963 Abitur, studierte in München Medizin, wo er 1970 an der Ludwig-Maximilians-Universität München sein Staatsexamen ablegte. Noch im gleichen Jahr wurde er an der Technischen Universität München als Mediziner promoviert.

## Berufliche Tätigkeit und politische Ämter
Er wurde Facharzt für Innere Medizin und arbeitete zunächst im Krankenhaus Oberföhring in München. Dort engagierte er sich im Personalrat und war dessen Vorsitzender. Zu Beginn des Jahres 1978 ließ er sich als hausärztlicher Internist im Norden von München nieder. Er praktizierte bis zum Oktober des Jahres 2010.
Bis 2020 war Manfred Moosauer Gemeinderat in Haimhausen, einige Jahre war er Kreisrat im Landkreis Dachau.

## Funde in Bernstorf
Neben seiner beruflichen Tätigkeit entwickelte Moosauer auch ein vielseitiges Interesse an Natur und Umwelt, Kunst und Kultur sowie Paläontologie und Archäologie.

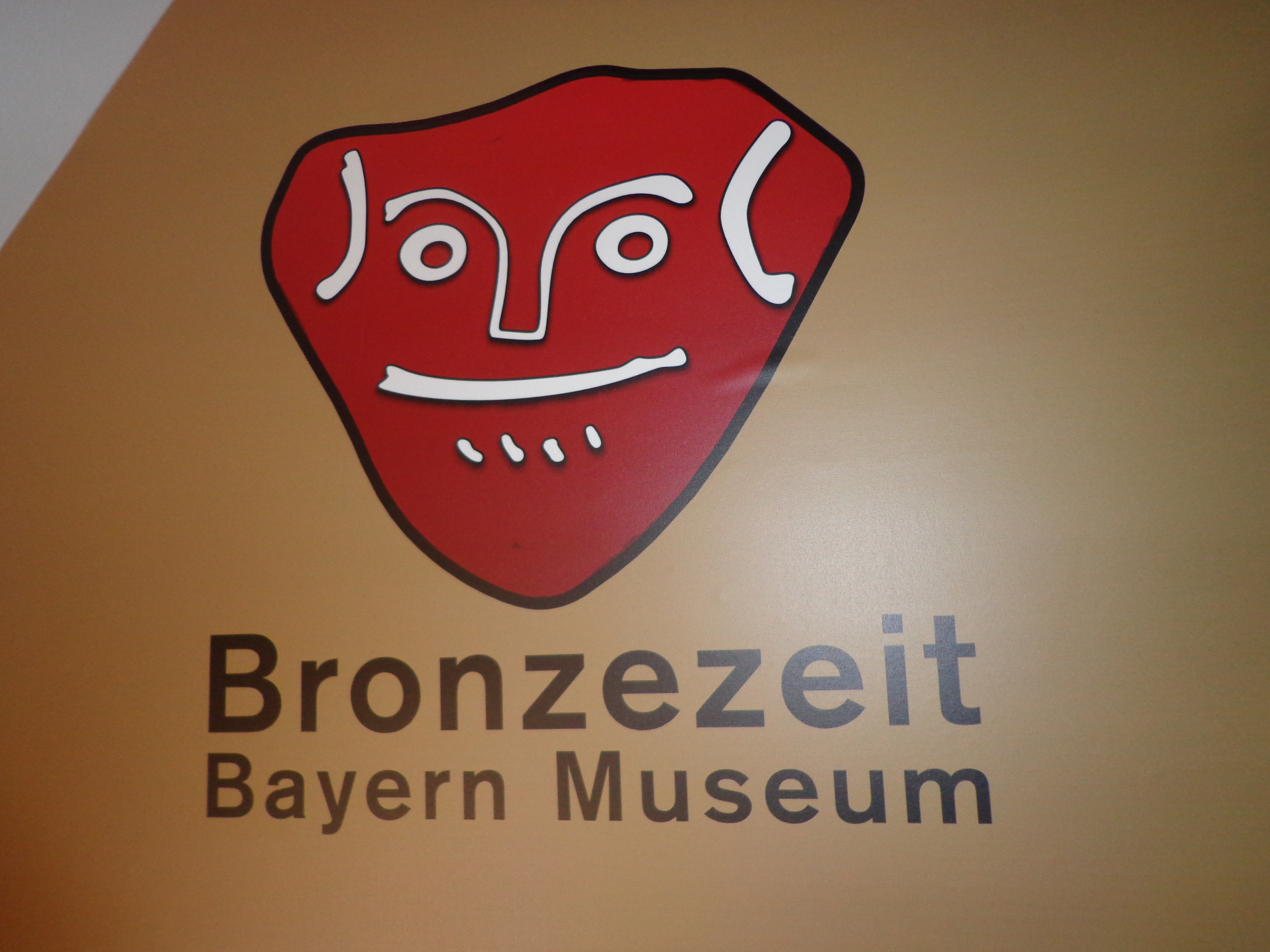
Logo des Bronzezeit Bayern Museums in Kranzberg

Moosauers größter Erfolg als Hobby-Archäologe war 1994 und in den Jahren danach die Entdeckung der Reste der bronzezeitlichen Befestigung von Bernstorf und die dortigen Gold- und Bernsteinfunde, wobei deren Echtheit im Jahre 2014 aufgrund neuer Analyseergebnisse erstmals öffentlich bezweifelt wurde. Zusammen mit Traudl Bachmeier entdeckte und erforschte er die Anlage. Die Entdeckung und die daraufhin gemachten Ausgrabungen sowie Erkundungen waren wesentlich für die Gründung des Bronzezeit Bayern Museums im Jahr 2014 in Kranzberg (Landkreis Freising), dessen Gründung auf Moosauers jahrelangem Bemühen beruht. Die Archäologische Staatssammlung hat inzwischen mehrere Gutachten in Auftrag gegeben, unter anderem bei der Bundesanstalt für Materialforschung, um die Echtheit der Funde zu überprüfen. Ein im Januar 2017 veröffentlichter Sammelband wissenschaftlicher Aufsätze zur Thematik konnte den Fälschungsverdacht aber nicht ausräumen. Die Herausgeber zeigen jedoch mit ihrer Analyse auf, dass mehrere Faktoren eine Rolle spielen, um die Echtheit eines Fundes festzustellen. Sie widersprechen dem Vorwurf einer Fälschung deutlich.
Unabhängig vom Sammelband veröffentlichte Fachbeiträge aus dem Jahr 2017 kommen zu dem Ergebnis, dass sowohl Bernstein- als auch Goldfund nicht aus einem bronzezeitlichen Kontext stammen können, sondern aus deutlich jüngerer Zeit.
Vanessa Bähr stuft in ihrer Dissertation zur bronzezeitlichen Befestigungsanlage Bernstorf, die 2024 in Buchform erschienen ist, die Gold- und Bernsteinfunde als echt ein.

## Auszeichnungen
- 16. Oktober 2009: Bezirksmedaille des Bezirks Oberbayern[10]
- 3. Oktober 2010: Bundesverdienstkreuz am Bande, das er aus den Händen des damaligen Bundespräsidenten Christian Wulff am Tag der Deutschen Einheit 2010 erhalten hat[1][11]
- 1. Dezember 2014: Bayerische Verfassungsmedaille in Silber, überreicht durch die damalige bayerische Landtagspräsidentin Barbara Stamm[12]

## Veröffentlichungen
- Der Venenpuls beim Neugeborenen und Kleinstkind: Ergebnisse mit einer neuen Methode der Venenpulsregistrierung, München, 1970
- Manfred Moosauer, Gertraud Bachmaier, Rupert Gebhard, Franz Schubert: Die befestigte Siedlung der Bronzezeit bei Bernstorf, Ldkr. Freising. Vorbericht zur Grabung 1995-1997. In: Hansjörg Küster, Amei Lang, Peter Schauer (Hrsg.): Archäologische Forschungen in urgeschichtlichen Siedlungslandschaften. Festschrift für Georg Kossack zum 75. Geburtstag. Regensburger Beitr. Prähist. Arch. 5, 1998, 269–280. Onlineversion, abgerufen am 22. Mai 2014
- Manfred Moosauer und Traudl Bachmaier: Bernstorf – Das Geheimnis der Bronzezeit. 2. Auflage. Theiss, Stuttgart 2005, ISBN 3-8062-1968-0.